# Norman Fucking Rockwell!
Norman Fucking Rockwell! és el sisè àlbum d'estudi de la cantautora estatunidenca Lana Del Rey. Va ser publicat el 30 d'agost de 2019 per Polydor i Interscope Records. L'àlbum va ser produït principalment per Del Rey i Jack Antonoff, amb contribucions addicionals de Zach Dawes, Andrew Watt i el col·laborador usual de Del Rey, Rick Nowels. Musicalment, Norman Fucking Rockwell! presenta un so alternatiu de rock suau, rock psicodèlic i balades de piano, i inclou referències a diversos artistes de rock clàssic. El nom de l'àlbum és una referència al pintor i il·lustrador Norman Rockwell.
Els primers senzills de l'àlbum, «Mariners Apartment Complex» i «Venice Bitch», es van publicar el setembre de 2018, seguits de «Hope Is a Dangerous Thing for a Woman like Me to Have – but I Have It», «Doin' Time», «The Greatest» i «Norman Fucking Rockwell» el 2019.
Norman Fucking Rockwell! va rebre un gran reconeixement i aclamació dels crítics musicals, essent nominat a "Àlbum de l'Any" i "Cançó de l'Any" als 62ens Premis Grammy. Va ser catalogat per diverses publicacions com un dels millors àlbums de la dècada, i en els anys posteriors al seu llançament, de tota la història. Per promocionar l'àlbum, Del Rey es va embarcar en una gira de concerts, titulada The Norman Fucking Rockwell! Tour.

## Antecedents
El gener de 2018, Del Rey va anunciar que havia començat a treballar en contingut per seguir el seu àlbum del 2017 Lust for Life. Del Rey va confirmar que havia estat treballant en cançons, inclosa una titulada «Bartender», però no sabia si apareixeria al nouàlbum. El setembre de 2018, Del Rey va revelar que l'àlbum estava gairebé acabat i que n'havia gravat onze cançons.
En una transmissió en directe el setembre de 2019 a Instagram, un mes més tard del llançament de l'àlbum, Del Rey va declarar als seus fans que el nom de l'àlbum va canviar un parell de vegades, planejat inicialment amb el nom Bird World, però essent finalment titulat Norman Fucking Rockwell!, en referència al pintor i il·lustrador estatunidenc Norman Rockwell.

## Composició
FLOOD Magazine va descriure el so de l'àlbum com un "melós soft rock" i va destacar que la millora en el liricisme de Del Rey destaca pel tractament de temes més profunds i seriosos que la seva feina anterior. Segons diversos crítics, Norman Fucking Rockwell! compta amb "cançons psych-rock" i "balades basades en piano. Consequence of Sound va descriure les cançons de l'àlbum com una barreja de "cançons de bressol, històries d'amor consumit i complicat, i odes obertes al tacat somni que és Califòrnia". S'ha descrit com un clàssic del pop amb contingut folk i rock, col·locant-se entre mig dels sons "desert rock" i el minimalista "trip hop" de feines anteriors de Del Rey.
L'àlbum té una forta influència del rock clàssic dels anys 70. Kitty Empire de The Observer va assenyalar que "cordes i sintetitzadors fan una banda sonora de múltiples cançons d'amor", i també va assenyalar diverses referències de rock clàssic al llarg de l'àlbum, com ara a «Cinnamon Girl» a Neil Young, Crosby, Stills, & Nash i «Houses of the Holy» de Led Zeppelin. Rob Sheffield de Rolling Stone va remarcar les "fantasies de soft rock dels anys 70 de Laurel Canyon" de l'àlbum, incloses referències a Joni Mitchell i Eagles.
No Ripcod descriu Norman Fucking Rockwell! com "un disc de pop notablement intens que conserva la seva fascinació per la iconografia de la cultura pop i la simplicitat rosada d'una Amèrica de postguerra on el rock clàssic i els texans blaus van dominar, portant-los a llocs molt més profunds".

## Publicació i promoció
La portada de l'àlbum, la data de llançament i la llista de cançons van ser anunciades per Del Rey un mes abans del seu llançament, el 31 de juliol de 2019. La portada mostra Del Rey i Duke Nicholson, net de l'actor Jack Nicholson, posant en un veler, amb el títol de l'àlbum i les inicials de Del Rey escrites en un estil inspirat en el còmic. La fotografia va estar presa per la germana de Del Rey, Caroline "Chuck" Grant. L'endemà, Del Rey va publicar un tràiler de l'àlbum i, el 2 d'agost, Urban Outfitters va anunciar un vinil exclusiu de color rosa de l'àlbum amb una imatge alternativa de la portada, també fotografiada per Chuck Grant. Més tard, Del Rey va anunciar dos vinils exclusius més, un de color verd llima i un altre blau translúcid.

### Senzills
«Mariners Apartment Complex» va ser llançat com el primer senzill de l'àlbum el 12 de setembre de 2018. La setmana següent, el 18 de setembre, Del Rey va llançar el segon senzill, «Venice Bitch» i va revelar el títol de l'àlbum. «Hope Is a Dangerous Thing for a Woman like Me to Have - but I Have It» va seguir com a tercer senzill el 9 de gener de 2019.
Del Rey va llançar una versió de «Doin' Time» de la banda estatunidenca Sublime el 17 de maig de 2019, per a un documental sobre la banda. També va servir com a quart senzill de l'àlbum. El videoclip es va publicar el 29 d'agost de 2019, un dia abans del llançament de Norman Fucking Rockwell!. Un doble videoclip, amb les cançons «Fuck It I Love You» i «The Greatest», es va publicar el 22 d'agost de 2019. Tots dos van servir com a dos senzills promocionals. "The Greatest" es va publicar més tard com a cinquè senzill de l'àlbum el 13 de setembre de 2019.

### Gira i pel·lícula
L'1 d'agost de 2019, Del Rey va anunciar dues etapes d'una gira per promocionar Norman Fucking Rockwell!. La primera etapa va tenir lloc a Amèrica del Nord durant la tardor de 2019, i la segona a Europa a principis de 2020. L'etapa europea de la gira es va haver d'acabar cancel·lant posteriorment degut a una malaltia de l'artista.
El 20 de desembre de 2019, Del Rey va llançar un curtmetratge de 14 minuts de durada amb les cançons «Norman Fucking Rockwell», «Bartender» i «Happiness is a Butterfly». La pel·lícula va ser dirigida per la seva germana, Caroline "Chuck" Grant, i estrenada al seu canal oficial de YouTube.

## Crítiques professionals
Norman Fucking Rockwell! va rebre un gran reconeixement i aclamació per part dels crítics musicals, essent l'àlbum d'estudi més aclamat per la crítica de la carrera de Del Rey. A Metacritic, que assigna una puntuació estandarditzada sobre 100 a les ressenyes de publicacions importants, l'àlbum va rebre una puntuació mitjana de 87 segons 28 crítiques, indicant "aclamació universal" per l'àlbum.
Jenn Pelly de Pitchfork va escriure que l'àlbum "estableix [Del Rey] com una de les més grans compositores vives d'Amèrica". A la seva ressenya per a Rolling Stone, Rob Sheffield va escriure que "l'esperat àlbum Norman Fucking Rockwell és encara més massiu i majestuós del que tothom esperava que fos. Lana converteix el seu cinquè i millor àlbum en una gira de sòrdids somnis americans, fent una cobertura profunda de totes les fantasies més retorçades de glamur i perill de la nostra nació". En una ressenya de cinc estrelles sobre cinc, Rhian Daly per a NME va qualificar l'àlbum de "res menys que impressionant". Kristel Jax de Now va escriure que "Del Rey ha canviat la seva fixació patriòtica kitsch, deixant caure la seva personalitat de bandera i fent les paus amb una realitat més complexa i distòpica", també donant cinc estrelles a l'àlbum.
Per a la revista Slant, Sal Cinquemani va descriure l'àlbum com "una col·lecció embriagadora de psych-rock i cant de piano que s'aboquen entre si i rarament canvien el tempo d'una pista a una altra", així com "avaluacions franques dels efectes psíquics d'un món en espiral i en caos". En la seva avaluació per a Stereogum, Tom Breihan va escriure que l'àlbum és "una bella obra per a una nova era fosca: una mirada afectuosa al món que acabem de destrossar", anomenant-lo "música de ioga per a l'apocalipsi".

## Èxit comercial
Norman Fucking Rockwell! va debutar al tercer lloc de la llista Billboard 200 dels Estats Units, guanyant 104.000 unitats equivalents a àlbums (incloses 66.000 còpies en vendes d'àlbums purs) en la seva primera setmana. Aquest es va convertir en el sisè àlbum de Del Rey que entra al Top 10 de la llista. En la seva segona setmana, l'àlbum va passar al número 9 de la llista, guanyant 35.000 unitats addicionals.
Al Regne Unit, Norman Fucking Rockwell! va debutar al número 1 de la UK Albums Chart, convertint-se en la seva segona millor venda setmanal al país des del seu segon àlbum d'estudi Ultraviolence. L'àlbum es va convertir en el quart àlbum número 1 de Lana Del Rey al Regne Unit, empatant amb Taylor Swift com a l'artista femenina en solitari amb més àlbums número 1 al Regne Unit durant la dècada dels 2010.

## Llista de cançons
| Núm.          | Títol                                                                   | Productor(s)                                         | Durada  |
| ------------- | ----------------------------------------------------------------------- | ---------------------------------------------------- | ------- |
| 1.            | «Norman Fucking Rockwell»                                               | Lana Del Rey Jack Antonoff                           | 4:08    |
| 2.            | «Mariners Apartment Complex»                                            | Del Rey Antonoff                                     | 4:06    |
| 3.            | «Venice Bitch»                                                          | Del Rey Antonoff                                     | 9:38    |
| 4.            | «Fuck It I Love You»                                                    | Del Rey [a] Antonoff Andrew Watt [b] Louis Bell [b]  | 3:38    |
| 5.            | «Doin' Time»                                                            | Watt Happy Perez                                     | 3:22    |
| 6.            | «Love Song»                                                             | Del Rey Antonoff                                     | 3:49    |
| 7.            | «Cinnamon Girl»                                                         | Del Rey Antonoff                                     | 5:00    |
| 8.            | «How to Disappear»                                                      | Del Rey Antonoff                                     | 3:48    |
| 9.            | «California»                                                            | Del Rey Antonoff [a] Zack Dawes                      | 5:05    |
| 10.           | «The Next Best American Record»                                         | Rick Nowels Kieron Menzies Dean Reid Mighty Mike [c] | 5:49    |
| 11.           | «The Greatest»                                                          | Del Rey Antonoff                                     | 5:00    |
| 12.           | «Bartender»                                                             | Del Rey [a] Nowels                                   | 4:23    |
| 13.           | «Happiness Is a Butterfly»                                              | Del Rey Antonoff Nowels [c]                          | 4:32    |
| 14.           | «Hope Is a Dangerous Thing for a Woman like Me to Have - but I Have It» | Del Rey Antonoff                                     | 5:24[d] |
| Durada total: | Durada total:                                                           | Durada total:                                        | 67:43   |

Notes
- Els llançaments digitals de l'àlbum inclouen una versió de «Fuck It I Love You» que acredita personal diferent a la versió de l'àlbum.
- ^[a]  fa referència a algú a qui s'han donat crèdits només als llançaments físics.
- ^[b]  fa referència a algú a qui s'han donat crèdits només als llançaments digitals.
- ^[c]  fa referència a productors addicionals.
- ^[d]  els llançaments físics de l'àlbum inclouen un outro amb «Hope Is a Dangerous Thing for a Woman like Me to Have – but I Have It», fent que la durada sigui de 5:58.